# Jodi Proznick
Jodi Proznick (Surrey, Brit Columbia, 1975. október 23. –) kanadai nagybőgős.

## Pályakép
Tizenhárom éves volt, amikor apja basszusgitározni kezdte tanítani. 1993-ban elnyerte a General Motors díját.
Iskolái: Simon Fraser University, McGill Egyetem.
A diploma megszerzése után Montréalban dolgozott Kelly Jefferson, Ranee Lee és André White mellett. Az Oliver Gannon kvartett tagjaként 2004-ben az Oscar Peterson által megnyitott koncerten játszottak. Szólistája volt a Vancouveri Szimfonikus Zenekarnak. Michael Bublé-t kísérte a 2010. évi vancouveri téli olimpiai játékok záró ünnepségén.

## Lemezek
- 2006 Foundations
- 2008 Triology – with Bill Coon and Miles Black
- 2017 Sun Songs (Cellar Live)

- 2003 Live at the Cellar, Charles McPherson
- 2004 Cellar Groove, Tilden Webb Trio f. David Fathead Newman
- 2006 Run with It, James Danderfer
- 2007 Chances Are, Jane Fair
- 2007 Feel This, Kia Kadiri
- 2008 No Boundaries, Bill Coon
- 2008 Transitions, Seamus Blake/Joel Haynes
- 2010 Blow-Up, Steve Kaldestad
- 2011 Just Like That, Cory Weeds Quartet
- 2011 Down in the Bottom, The NIghtcrawlers with the Big Band Sound
- 2011 Anywhere But Here, Janice Finlay
- 2012 Sunalta, Jon McCaslin
- 2013 Live at Cellar Jazz Club, Peter Bernstein
- 2014 Change Partners, Champian Fulton
- 2014 Easy Sailing, Oliver Gannon Quartet
- 2014 Invitations, Jerrold Dubyk Quintet
- 2015 Drinky, Tim Tamashiro
- 2017 Keep Christmas With You, Katherine Penfold

## Díjak
- General Motors Award of Excellence, 1993
- IAJE Sisters in Jazz Competition winner, 1998
- Galaxie Rising Star Award, Vancouver International Jazz Festival, 2004
- Az év nagybőgőse (National Jazz Awards): 2008, 2009
- Acoustic Group of the Year, 2008
- Album of the Year, 2009[1]
- Juno Award: jelölés, 2009